# 海盗号着陆器生物探测实验

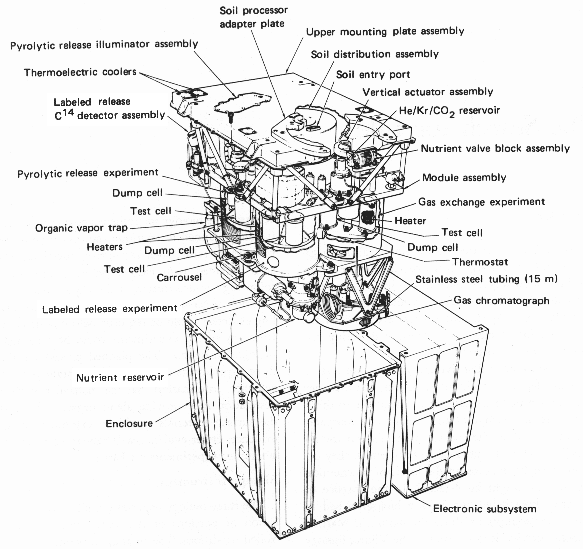
海盗号着陆器生物实验系统示意图

1976年，首批成功降落在火星表面的两架相同着陆器：海盗1号和海盗2号分别将四种不同的生物实验装置带到了火星，随后进行了寻找火星微生物生命印迹的实验。每架着陆器都使用机械臂掘取土壤样本并将其放入着陆器上的密封测试容器中。
这两架着陆器在火星表面的两个地方进行了相同的测试，即赤道附近的海盗1号和更北的海盗2号。

## 探测实验
下面的四种实验按照两架海盗号着陆器进行的顺序进行介绍。海盗计划的生物学团队负责人为美国宇航局艾姆斯研究中心的哈罗德·克莱因(Harold P. Klein)。

### 气相色谱-质谱仪
气相色谱质谱仪是一种通过气相色谱仪分离蒸气化学成分，然后将结果输入质谱仪的设备，质谱仪测量每种化学物质的分子量。因此，它可以分离、识别和量化大量不同的化学物质。气相色谱质谱仪(首席研究员：麻省理工学院的克劳斯·比曼)用于分析未经处理的火星土壤成分，特别是当土壤被加热到不同温度时释放出的那些成分，它可测得以十亿分之几水平存在的分子。
气相色谱质谱仪在火星土壤中未检测到有大量有机分子。事实上发现火星土壤中的碳含量比阿波罗计划带回的无生命的月壤还低。这一结果难以解释显踪释出实验所看到的火星细菌代谢呈阳性的情况(见下文)。 2011 年的天体生物学教科书指出，这是“大多数海盗号科学家最终认为海盗号任务未能检测到火星土壤中生命”的决定性因素。
凤凰号着陆器在2008年进行的实验发现火星土壤中存在高氯酸盐。2011年的天体生物学教科书讨论了这一发现对于海盗号所获得结果的意义，认为“虽然高氯酸盐的氧化作用很弱，无法重现显踪释出的结果(在该实验条件下，高氯酸盐不会氧化有机物)，但在海盗号气相色谱质谱仪实验的较高温度下，它确实会氧化并会破坏有机物。美国宇航局天体生物学家克里斯·麦凯推测，事实上如果海盗号样本中存在类似凤凰号的高氯酸盐水平，火星土壤中的有机物含量就可能高达 0.1% ，并且仍会产生气相色谱质谱仪实验返回的(假)阴性结果。因此，尽管有关海盗号生物学实验的传统观点仍指向“无生命的证据”，但近年来至少出现了一种小的转变，即“不确定的证据”。
根据2010年美国宇航局发布的报告：“海盗号着陆器加热火星土壤样本时发现的唯一有机化学物质是氯甲烷和二氯甲烷—当时被解释为可能来自清洁剂的残留氯化物”。根据墨西哥国立自治大学拉斐尔·纳瓦罗·冈萨雷斯率领的团队所撰写的一篇论文，“这些化学物质正是[他们]最新的研究发现：当将少量高氯酸盐(凤凰号意外发现的)添加到来自智利含有机物的沙漠土壤中，并以海盗号测试的方式进行分析时”。然而，美国宇航局2010年的新闻稿还指出：“海盗号发现的有机氯化合物被解释为来自地球污染物的一个原因是，其中两种氯同位素的比值与地球上这些同位素三比一的比例相符，但它们在火星上的比例尚未明确确定。如果发现它们与地球的有很大不同，则将支持上世纪70年代的解释”。比曼撰写了一篇反驳纳瓦罗·冈萨雷斯和麦凯论文的评论，后者对此也作了回应，双方的交流意见发表于2011年12月。

### 气体交换
气体交换(GEX)实验(首席研究员：美国宇航局艾姆斯研究中心的万斯·欧亚玛)通过先用惰性气体氦替换火星大气，再向土壤样本中添加有机和无机养分混合液来检测所培养土壤样本中释放出的气体。首先只添加营养物质，然后再添加水。仪器定期对培养箱中的气体进行采样，并使用气相色谱仪测量包括氧、二氧化碳、氮、氢和甲烷等数种气体的浓度，科学家们假设，新陈代谢的生物体会消耗或释放至少一种被测量的气体。
1976年11月初，据报道，“在海盗2号上，气体交换实验产生了与海盗1号类似的结果。再次显示出，当营养液与土壤接触时，氧气就会消失，而二氧化碳就开始出现并持续不断发展”。

### 显踪释出
显踪释出(LR)实验(首席研究员：生物信息学公司的吉尔伯特·列文)为天体生物学家带来了最大的希望。在显踪释出实验中，火星土壤样本被注入一滴高度稀释的营养液。营养物质(7种米勒-尤里产物分子)用放射性碳14标记，通过监测土壤上方空气中的放射性二氧化碳14(或其他碳基)气体变化，证明土壤中的微生物代谢了一种或多种养分。如下文热解释放所述，实验对照组也将遵循这一结果。考虑到前两种实验的阴性测试结果，本项实验在第一次注入营养液后，土壤立即释放出稳定的放射性气体，结果相当令人惊讶。该实验分别由两架海盗号探测器完成，第一架探测器使用暴露在阳光下的地表样本，第二架探测器则采集的岩石下样本，最初的两次注入都呈阳性反应[1]。随后，加热两份土壤样本作灭菌对照测试。在摄氏160度下加热3小时后的样本，注入营养物时不释放放射性气体；在摄氏50度下加热3小时的样本，注入营养物后释放的放射性气体明显减少。随后，对摄氏10度下储存了数月的样品进行测试，显示释放的放射性气体也显著减少。
2000年美国有线电视新闻网的一篇文章指出，“虽然他的大多数同行得出了不同的结论，但莱文仍然认为，他在1976年海盗号着陆器上协调的机器人测试表明火星上存在生物”。2006年的一本天体生物学教科书指出“在地球上，未经消毒的土壤样本，经初始培养后添加更多的营养物质，则会产生更多的放射性气体，因为休眠的细菌会突然活跃起来，消耗新剂量的食物，但火星土壤的情况并非如此。在火星上，第二次和第三次营养注入并未进一步释放出任何显踪气体”。同一教科书的2011年版指出“喷气推进实验室的艾伯特·严(Albet Yen)表明，在极端寒冷和干燥的条件下，紫外线(记住：火星缺乏臭氧层，因此表面沐浴在紫外线的照射下)会导致二氧化碳与土壤发生反应，产生各种氧化物，包括高活性的超氧化物(含氧离子的盐)。当它们与有机小分子混合时，超氧化物很容易将它们氧化成二氧化碳，这可能就是显踪释出结果的原因。超氧化物化学也可以解释在显踪释出实验中，向土壤里添加更多养分时所出现的令人困惑的结果。因为生命在繁殖，当添加第二或第三批营养素时，气体数量理应该增加。但如果这种影响是由于第一次反应中消耗了某种化学物质，则就不会出现新的气体。最后，许多超氧化物相对不稳定，在高温下会被破坏，这也解释了显踪释出实验中出现的“灭菌”现象。
在约瑟夫·米勒(Joseph Miller)2002年发表的一篇论文中，他推测，在系统化学反应中记录到的延迟表明，生物活动类似于先前在地球蓝藻中观察到的昼夜节律。
2012年4月12日，包括莱文和帕特里夏·安·斯特拉特在内的一组国际团队发表了一篇同行评议论文，根据1976年海盗号任务显踪释出实验聚类分析进行的数学推测，建议探测“火星上现存的微生物生命”。

### 热解释放
热解释放(PR)实验(首席研究员：加州理工学院的诺曼·霍洛维茨)包括使用光、水和含碳的一氧化碳(CO)和二氧化碳(CO2)大气，模拟火星上的情况。含碳气体是由一种重的放射性同位素“碳14”(C14)构成。如果存在光合生物，人们相信它们会像地球上的植物和蓝藻一样，通过碳固定过程将一些碳作为生物质吸收。经过数天的培养，实验去除了气体，将剩余的土壤在摄氏650度(华氏1200度)温度下烘烤，并将它们收集到一台放射性计量装置中。如果碳14中的任何一种被转化为生物质，它将在加热过程中蒸发，放射性计数器将检测到作为生命证据的它。如果获得了阳性反应，将对相同土壤的备份样本进行加热“灭菌”，然后作为对照进行测试。如果它仍显示出类似第一次反应的活性，则证明这种活性属于化学性质，而零或大大减弱的反应则就为生物性的证据。这种相同对照测试将用于前三种生命检测中，任何一种显示出阳性结果的实验。对海盗1号热解释放实验结果的初步评估是：“结果分析表明，有机物的形成很少，但很明显”，灭菌对照组没有显示有机物的证据，表明“这些发现可归因于生物活性”，但鉴于有机物在摄氏90度下持续释放、水蒸气注入对有机物有抑制作用，特别是气相色谱质谱仪实验未能检测到火星土壤中的有机物等因素，研究人员得出热解释放的结果极可能是非生物的解释。然而，在随后的几年里，随着气相色谱质谱仪结果越来越受到检视，热解释放实验结果再次被视为可能与生物活性一致，尽管“对热解释放实验中有机物合成明显不足的解释仍模糊不清”。

## 科学结论
有机化合物似乎很常见，例如在小行星、陨石、彗星和其它环绕太阳运行的冰冷天体上，因此，在火星表面没有发现任何有机化合物踪迹令人惊讶。气相色谱-质谱联用技术肯定有效，因为控制措施是有效的，而且它检测到了发射前使用清洁剂消毒而残留的微量氯。2018年，对气相色-质谱仪数据进行了重新分析，表明它可能确实检测到了有机化合物，这与好奇号漫游车上的数据相符。当时，由于地表上完全没有有机物质，使得生物学实验的结果毫无意义，因为这些实验的目的旨在检测有机化合物的新陈代谢。一般科学界推测，海盗号的生物测试仍属尚无定论，可用纯化学作用过程来解释。
尽管“显踪释出”实验得出了肯定的结果，但普遍的看法是这四项实验结果最好要用火星土壤的化学氧化反应来解释。目前的一种结论是，火星土壤持续暴露在太阳紫外线下(火星没有保护性臭氧层)，已形成了一层极强的薄氧化物层。极活跃的氧化分子会与添加的水反应生成氧气和氢气，并与营养物质反应产生二氧化碳(CO2)。
1965年至1976年曾担任喷气推进实验室“水手号”和“海盗号”任务生物科学部门负责人的诺曼·霍洛维茨（Norman Horowitz）认为，碳原子强大的多功能性使其成为最有可能为其他行星上生命生存问题提供解决方案的元素，甚至是奇特的解决方案。然而，他也认为火星上发现的条件与碳基生命不相容。
2008年8月，凤凰号着陆器在加热到摄氏200度以上时检测到强氧化物-高氯酸盐，这最初被认为是导致海盗号“显踪释出”实验结果呈假阳性的原因。然而，2010年12月发表的实验结果表明，海盗1号和2号分析的土壤中“可能存在”有机化合物，因为美国宇航局的凤凰号着陆器在2008年检测到高氯酸盐，它可以分解有机化合物。该研究的作者发现，高氯酸盐在加热时会破坏有机物，并产生副产品氯甲烷和二氯甲烷，这与海盗号着陆器在火星上进行相同测试时发现的氯化合物相同。由于高氯酸盐会分解火星上的任何有机物，海盗号是否发现了有机化合物的问题仍然悬而未决，因为有可替代的其他化学和生物学解释。
2013年，艾姆斯研究中心的天体生物学家理查德·奎因(Richard Quinn)进行了一项实验，其中氨基酸与次氯酸盐反应(次氯酸盐是用伽马射线照射高氯酸盐时产生的)似乎重现了显踪释出实验的结果。他的结论是，海盗号生物实验的结果不需用过氧化氢或超氧化物来解释。2017年，包括奎因在内的一组研究人员进行了一项更详细的研究。虽然该研究并非专门设计来匹配显踪释出实验的数据，但发现次氯酸盐可以部分解释对照组结果，包括摄氏160度灭菌测试。作者表示，“计划在显踪释出实验背景下实施进一步的实验，以描述次氯酸盐和其他含氧氯物质的热稳定性”。

## 争论
在2008年火星上发现高氯酸盐氧化物之前，部分理论仍然反对一般的科学结论。一名研究人员提出，气相色-质谱仪检测不到有机物的生物学解释可能是过氧化氢-水溶剂(H2O2-H2O)的氧化能力远远超过了有机化合物的还原能力。
还有人认为，显踪释出(LR)实验在火星土壤中检测到的代谢生物体太少，以至于气相色谱仪无法检测到它们。这一观点由显踪释出实验的设计者吉尔伯特·莱文提出，他认为该实验的阳性结果可断定火星上的生命。他与其他人一直在进行实验，尝试用地球上的生物或非生物材料再现海盗号的数据结果。虽然没有任何实验能精确再现火星显踪释出测试和对照的结果，但使用过氧化氢饱和的二氧化钛进行的实验也产生了类似的结果。
虽然大多数天体生物学家仍认为海盗号的生物实验没有结论或是否定的，但吉尔伯特·莱文并非唯一一位持相反观点的人。目前有关火星生命的说法是基于根据最近的发展对旧证据的重新解释。2006年，科学家拉斐尔·纳瓦罗证明，海盗号生物实验的微量有机化合物检测灵敏度可能不足。在2010年12月发表的一篇论文中，科学家们提出，即使存在有机物，它们也不会被检测到，因为当土壤被加热以检查有机物时，高氯酸盐会迅速破坏它们，产生氯甲烷和二氯甲烷，这就是海盗号着陆器所发现的。该团队还指出，这并非生命的证据，但它可能会改变科学家未来寻找有机生命印迹的方式 。当前火星科学实验室任务和正在开发的火星生物学项目提供的结果可能会有助于解决这一争议。
2006年，马里奥·克罗科(Mario Crocco)甚至提议建立一种新的命名等级，将一些海盗号的结果归类为“代谢”，从而代表一种新的生命形式。克罗科提出的分类法并未被科学界接受，克罗科解释的有效性完全取决于火星土壤中不存在氧化物。
根据显踪释出实验研究人员吉尔伯特·莱文和帕特里夏·安·斯特拉特的说法，截至2016年，没有任何涉及无机化学的解释能对该实验的完整数据给出令人满意的解释，并具体解决土壤样本上的活性剂问题：如数据所示，在加热至约摄氏50度时会对样本产生不利的影响，并在摄氏10度的黑暗中长期储存而会破坏样本。

## 批评
詹姆斯·洛夫洛克认为，海盗号的任务本应更好地研究火星大气层而非观察土壤。他的理论是，所有生命都倾向于将废气排放到大气中，因此，可通过检测处于化学不平衡状态的大气层，来推测行星上是否存在生命。他得出的结论是，当时已有足够多火星大气层的信息来打消那里存在生命的可能性。从那时起，在火星大气中发现了10ppb的甲烷，从而又重新开启了这场辩论。尽管2013年好奇号探测车未能在所在位置检测到超过1.3ppb的甲烷 。2013年晚期和2014年，好奇号的测量确实检测到了甲烷，表明它是一个时变源。2016年3月发射的火星微量气体任务卫星贯彻了这一思路，将侧重于探测、描述空间和时间变化，以及定位火星上一系列大气微量气体的来源，并帮助确定其形成成因是生物性的，还是地质性的。自2014年底以来，火星轨道探测器也在尝试探测和测绘火星大气层中的甲烷。一篇新闻评论认为，如果海盗号着陆器现场有生命的话，它们可能也已被着陆火箭的废气杀死。对于通过安全气囊保护的太空舱着陆、通过降落伞和反推火箭减速、并从火箭排气避开地面高度降落的任务来说，这不是问题。火星探路者号的旅居者号漫游车和火星探测漫游者都成功地使用了这种着陆技术。“凤凰号着陆器使用减速火箭降落到地面，但它们的燃料是联氨，并未发现喷流最终物(水、氮和氨)对着陆点土壤的影响。

## 当前和未来的任务

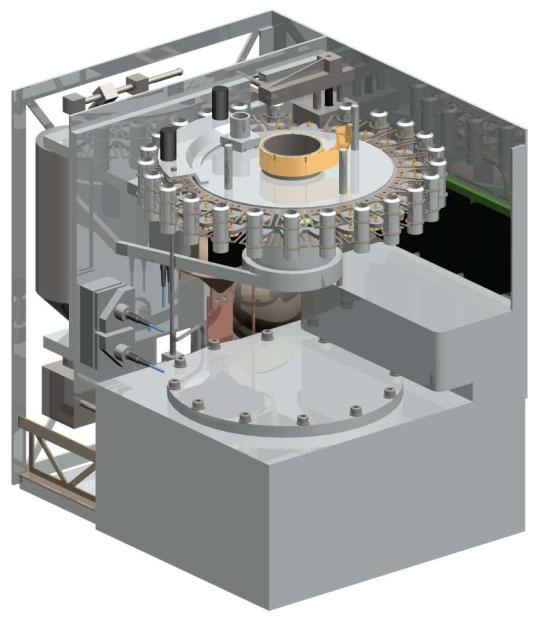
尤里仪结构

目前，还无法圆满地解答有关火星生命的问题，除非未来的火星任务能最终证明该星球上确定存在生命，或海盗号探测结果只是化学作用原因，还是两者兼而有之。2012年8月6日，火星科学实验室任务将好奇号探测车降落在了火星，其目标包括调查火星气候、地质以及是否曾支持过生命，包括调查水的作用和行星宜居性。2016的火星微量气体任务卫星、2021年的火星2020毅力号探测车以及后来的罗莎琳德·富兰克林号漫游车将继续在火星上进行天体生物学探究。  
2008年，火星上启用了热释气分析仪，它可对8份样本进行化学分析。
火星有机物和氧化物探测器是一种专门研究有机化合物的敏感探测器，但从未被送往到火星。

### 拟议的任务
生物氧化物和生命探测是一项拟议中的火星任务，将通过使用数台小型撞击着陆器来继续海盗号所做的土壤测试；另一项提议的任务则是基于凤凰号着陆器的生命破冰者探测器。

## 另请查看
- 天体生物学
- 生物氧化物和生命探测任务
- 生命印迹
- 火星天体生物探测
- 火星探测
- 火星生命
- 海盗号
- 海盗1号
- 海盗2号
- 欧罗巴着陆器 (美国宇航局下一个主要的生命科学探测任务)

## 延伸阅读
- Brown FS, Adelson HE, Chapman MC, Clausen OW, Cole AJ, Cragin JT,  et al. . The Review of Scientific Instruments. February 1978, 49 (2): 139–82. Bibcode:1978RScI...49..139B. PMID 644245. doi:10.1063/1.1135378.
- Klein HP, Lederberg J, Rich A, Horowitz NH, Oyama VI, Levin GV. . Nature. 1976, 262 (5563): 24–27. Bibcode:1976Natur.262...24K. S2CID 4206764. doi:10.1038/262024a0.
- Klein HP. . Journal Origins of Life and Evolution of Biospheres. 1999, 29 (6): 1573–0875. PMID 10666745. S2CID 524111. doi:10.1023/A:1006514327249.
- Klein HP. . Journal Origins of Life and Evolution of Biospheres. 1992, 21 (4): 1573–0875. Bibcode:1992OLEB...21..255K. PMID 11537541. S2CID 22910940. doi:10.1007/BF01809861.
- Biemann K, Oro J, Toulmin P, Orgel LE, Nier AO, Anderson DM,  et al. . Science. October 1976, 194 (4260): 72–6. Bibcode:1976Sci...194...72B. PMID 17793082. S2CID 22532319. doi:10.1126/science.194.4260.72.
- Biemann K. . Proceedings of the National Academy of Sciences of the United States of America. June 2007, 104 (25): 10310–3. Bibcode:2007PNAS..10410310B. PMC 1965509 . PMID 17548829. doi:10.1073/pnas.0703732104 .
- DiGregorio, Barry E; Levin, Gilbert V; Straat, Patricia Ann. . Berkeley, CA: North Atlantic Books. 1997. ISBN 978-1-883319-58-8.
- Ezell, Linda Neuman; Ezell, Edward Clinton. . . National Aeronautics and Space Administration (NASA). 1984  [2022-02-19]. （原始内容存档于2021-05-06）.
- Mukhopadhyay R. . Analytical Chemistry. October 2007, 79 (19): 7249–56. PMID 17972399. doi:10.1021/ac071972t .
- Than, Ker. . Space.com. 23 October 2006  [2022-02-19]. （原始内容存档于2009-06-04）.